# Hammarstrand
Hammarstrand is de hoofdplaats van de gemeente Ragunda in het landschap Jämtland en de provincie Jämtlands län in Zweden. De plaats heeft 1061 inwoners (2005) en een oppervlakte van 222 hectare.
Door Hammarstrand stroomt de rivier de Indalsälven. De plaats is bekend vanwege zijn bobslee en rodelbaan waar verschillende malen het wereldkampioenschap rodelen is gehouden.

## Verkeer en vervoer
Bij de plaats lopen de Riksväg 87 en Länsväg 323.